# Cirilo Flórez
Cirilo Flórez Miguel (Valladolid, 1940-Gijón, 2024) fue un filósofo español, catedrático Emérito de Filosofía en el Departamento de Filosofía, Lógica y Estética de la Universidad de Salamanca.

## Trayectoria
Flórez estudió Filosofía en la Universidad de Salamanca, donde contó con profesores como el doctor en filosofía Julián Marías y se especializó en filosofía de la historia. Se doctoró con la tesis titulada Dialéctica, historia y progreso: introducción al estudio de Marx, que trata sobre la idea de progreso planteada por el filósofo y economista alemán Karl Marx. Publicó su tesis en 1968, prologada por el filósofo y arabista Miguel Cruz Hernández, que fue también uno de sus profesores en la facultad.
Comenzó su carrera profesional en la Universidad de Salamanca en 1965, donde primero fue profesor y después se convirtió en catedrático de Filosofía en el Departamento de Filosofía, Lógica y Filosofía de la Ciencia, y donde ha dirigido cerca de una veintena de tesis doctorales. Además, fue Decano de la Facultad de Filosofía y Ciencias de la Educación de la Universidad de Salamanca y Jefe del Departamento de Historia de la Filosofía.
Aparte de su faceta de docente, como investigador, su tesis fue la primera obra de una vasta producción de libros y manuales de teoría filosófica y de historia de la filosofía. Ha publicado varios estudios sobre diferentes pensadores e intelectuales como Immanuel Kant, Miguel de Unamuno, René Descartes o Plotino, entre otros. Dentro de su campo de especialización sobre filosofía de la historia, Flórez centró su investigación en las formas de la racionalidad de las principales tradiciones filosóficas desde la Ilustración.
Ha publicado decenas de artículos en revistas académicas especializadas como Cuadernos salmantinos de filosofía, Anuario Filosófico, Estudios Nietzsche o Azafea, de la que es director, entre otras. También ha colaborado en varios libros colectivos sobre los temas en los que se le considera un experto del campo.
Flórez es miembro del Seminario de Spinoza desde su fundación, miembro de la Société Marsile Ficin de París y miembro de la Sociedad hegeliana de filosofía, y ha participado como ponente en todo tipo de encuentros, cursos y seminarios sobre filosofía nacionales e internacionales.
Falleció en Gijón el 7 de junio de 2024.

## Reconocimientos
En septiembre de 2011, después de haberse jubilado, la Universidad de Salamanca aprobó el nombramiento de Flórez como catedrático Emérito de Filosofía en el Departamento de Filosofía, Lógica y Estética.

## Obra
- 1968 – Dialéctica, historia y progreso: introducción al estudio de Marx. prólogo de Miguel Cruz Hernández. Salamanca. Sígueme.
- 1970 – Jaspers, una metafísica en la apertura. San Lorenzo de El Escorial. Real Monasterio de El Escorial.
- 1974 – La Ética de Espinosa. San Lorenzo de El Escorial. Real Monasterio de El Escorial.
- 1976 – Kant, de la ilustración al socialismo. Salamanca Madrid. Distribución ZYX. ISBN 9788440099181.[21]
- 1977 – Benito Spinoza, un hombre del siglo XVII. Salamanca. Kadmos.
- 1978 – Panorama de la vida filosófica en España hoy. Salamanca.
- 1979 – La filosofía de los presocráticos a Kant. Con Pablo García Castillo. Salamanca. Ediciones Universidad de Salamanca. ISBN 9788474810868.[22]
- 1980 – La filosofía contemporánea. Salamanca. Ediciones Universidad de Salamanca. ISBN 9788474811216.[23]
- 1980 – Habermas y la lógica de las ciencias sociales. Salamanca.
- 1982 – Estudios sobre Kant y Hegel. Con Mariano Álvarez Gómez. Salamanca. Universidad de Salamanca Instituto de Ciencias de la Educación.
- 1983 – Génesis de la razón histórica. Salamanca. Ediciones Universidad de Salamanca. ISBN 9788474812565.[24]
- 1986 – Historia de la filosofía, historia de las ideas y filosofía de la historia. Salamanca. Kadmos.
- 1988 – El humanismo científico. Con Pablo García Castillo y Roberto Albares Albares. Salamanca. Caja de Ahorros y Monte de Piedad de Salamanca. ISBN 9788450580914.[25]
- 1989 – La ciencia del cielo: astrología y filosofía natural en la Universidad de Salamanca (1450-1530). Con Pablo García Castillo y Roberto Albares Albares. Salamanca: Caja de Ahorros y Monte de Piedad de Salamanca. ISBN 84-87132-04-9.[26]
- 1990 – La ciencia de la tierra: cosmografía y cosmógrafos salmantinos del renacimiento. Con Pablo García Castillo y Roberto Albares Albares. Salamanca. Caja de Ahorros y Monte de Piedad de Salamanca. ISBN 84-87132-10-3.[27]
- 1990 – Pedro S. Ciruelo: una enciclopedia humanista del saber. Con Pablo García Castillo y Roberto Albares Albares. Salamanca. Caja de Ahorros y Monte de Piedad de Salamanca. ISBN 9788487132094.[28]
- 1994 – La formación del discurso filosófico de Unamuno. Salamanca. Ediciones Universidad de Salamanca.
- 1994 – El mapa del cielo de Petrus Apianus en el Astronomicum Caesareum. Salamanca. Europa Artes Gráficas.
- 1994 – Mundo técnico y humanismo: discurso de apertura del curso académico 1994-1995. Salamanca. Universidad de Salamanca.
- 1998 – La filosofía en la Europa de la Ilustración. Madrid. Síntesis. ISBN 9788477385714.[29]
- 2001 – La fachada de la Universidad de Salamanca: interpretación. Salamanca. Ediciones Universidad de Salamanca. ISBN 9788490126387.[30]